# Artabotrys veldkampii
Artabotrys veldkampii är en kirimojaväxtart som beskrevs av Ian Mark Turner. Artabotrys veldkampii ingår i släktet Artabotrys och familjen kirimojaväxter. Inga underarter finns listade i Catalogue of Life.